# Lambert Lombard

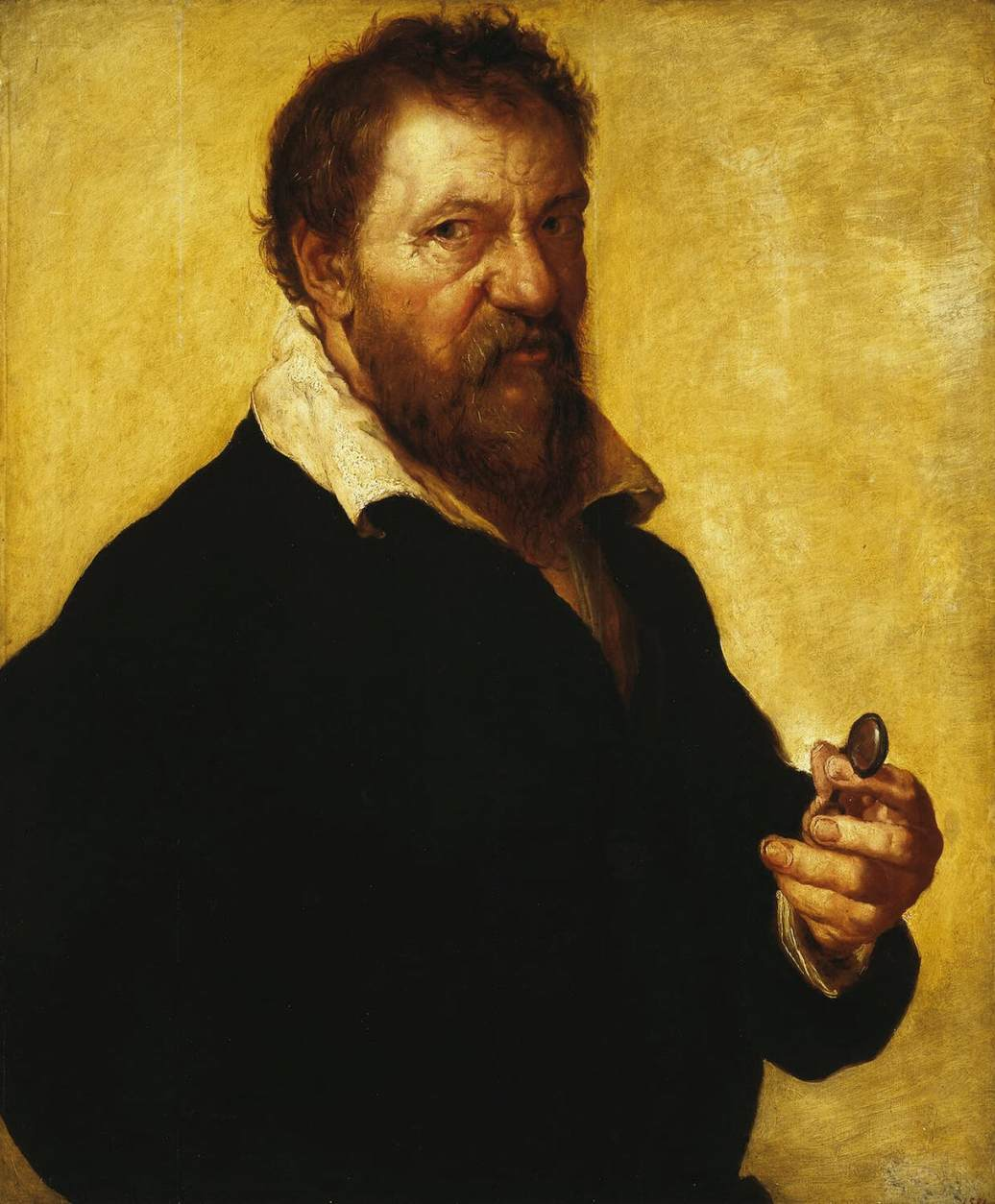
Lambert Lombard, Selbstporträt

Lambert Lombard (* 1505/6 in Lüttich; † 1566 ebenda) war ein Renaissance-Maler und -Architekt sowie Humanist.
Lombard war ein vielseitig interessierter Künstler; neben der Malerei und der Architektur befasste er sich mit der Archäologie, der Literatur, der Mythologie und der Numismatik.
Seine künstlerische Ausbildung erhielt er in Antwerpen, von dort aus reiste er ins zeeländische Middelburg, um dort unter den dem italienischen Stil nacheifernden Malern Jan Mabuse (Jean Gossart) und Jan van Scorel zu arbeiten. Später unternahm er mehrere Reisen, die ihn nach Frankreich und Deutschland führten. Im Jahr 1537 sandte ihn der Fürstbischof von Lüttich Erard de La Marck als Mitglied einer hochrangigen Gesandtschaft unter der Führung des englischen Kardinals Reginald Pole nach Rom, um Kunstwerke zu erwerben und um sein künstlerisches Können zu erweitern. In Rom studierte er Werke der italienischen Renaissance, insbesondere diejenigen von Michelangelo und Raffael. Zurück in seiner Heimat, gründete er die erste Kunstakademie nördlich der Alpen.
Lombard beeinflusste den Wiederaufbau Lüttichs mit seiner Renaissancearchitektur. Zu seinen Schülern zählen Otto van Veen und Frans Floris. 1565 gab ein weiterer Schüler, Dominicus Lampsonius (der parallel Giorgio Vasari mit Informationen über die Leben niederländischer Künstler versorgte), eine auf Latein verfasste Biografie Lombards in den Druck, die zu den frühesten separat publizierten Lebensbeschreibungen eines nordalpinen Künstlers zählt.

## Werke (Auswahl)

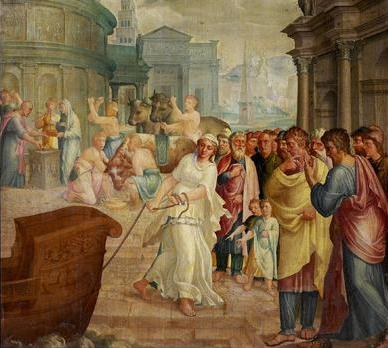
Die tugendhaften Jungfrauen

- Gemäldezyklus „Die tugendhaften Frauen“
- Der Altar der Kirche St. Denis (Lüttich)
- Die Brotvermehrung
- Ein Selbstporträt
- Renaissanceportal der St. Jacques Kirche in Lüttich (1558)
- mehr als 1000 Zeichnungen
- Die Fenster der ehemaligen Lambertuskathedrale Lüttich

Anlässlich seines 500. Geburtstages veranstaltete die Stadt Lüttich im Sommer 2006 eine Ausstellung über Lombards Wirken und Umfeld.
- Sein Selbstporträt zierte von 1962 bis 1977 die belgische 100-Francs-Banknote